# Olle Persson (fotbollsspelare)
Olle Birger "Snickarn" Persson, född 24 juli 1920, död 30 januari 1978, var en svensk fotbollsspelare (vänsterhalv).
Persson representerade Hälsingborgs IF mellan 1944 och 1950, och gjorde sammanlagt 104 allsvenska matcher (9 mål) för klubben. Han kom till HIF från BK Drott, där han spelade inner, men flyttades ner på halvbackspositionen, där hans arbetskapacitet kom mer till pass. Han var en stor optimist i offensiven och duktig på att finta.